# Silene viscariopsis
Silene viscariopsis är en nejlikväxtart som beskrevs av Joseph Friedrich Nicolaus Bornmüller. Silene viscariopsis ingår i släktet glimmar, och familjen nejlikväxter. Inga underarter finns listade i Catalogue of Life.